# یواس‌اس هاروارد (اس‌پی-۲۰۹)
یواس‌اس هاروارد (اس‌پی-۲۰۹) (به انگلیسی: USS Harvard (SP-209)) یک کشتی بود که طول آن 243' بود. این کشتی در سال ۱۹۰۴ ساخته شد.